# Büyükkabaca, Senirkent
Büyükkabaca là một thị trấn thuộc huyện Senirkent, tỉnh Isparta, Thổ Nhĩ Kỳ. Dân số thời điểm năm 2011 là 3.601 người.